# داغ سرخ (فیلم ۱۹۸۵)
«داغ سرخ» (انگلیسی: Red Heat) یک فیلم دلهره‌آور در سبک زندان زنان که در سال ۱۹۸۵ منتشر شد. از بازیگران می‌توان به لیندا بلر و سیلویا کریستل اشاره کرد.

## داستان
کریستین کارلسون (لیندا بلر)، دانشجوی آمریکایی، به آلمان غربی سفر می‌کند تا نامزدش مایک (ویلیام اوسترندر) را که در ارتش ایالات متحده در آنجا خدمت می‌کند، ملاقات کند. او سعی می‌کند او را متقاعد کند که سریعاً با او ازدواج کند، اما او تصمیم می‌گیرد ازدواج را به تأخیر بیندازد تا دوباره استخدام شود. کریستین که از تصمیم مایک مضطرب شده است، در اواخر شب پیاده روی می‌کند و در آنجا شاهد یک آدم ربایی توسط اشتازی آلمان شرقی است و خودش نیز ربوده می‌شود. او به آلمان شرقی منتقل می‌شود، جایی که توسط اشتازی به طرز وحشیانه‌ای بازجویی می‌شود، مجبور می‌شود به اتهامات نادرست جاسوسی اعتراف کند و به همراه جنایتکاران معمولی، از جمله رهبر باند سوفیا (سیلویا کریستل)، که زندانیان است، به زندان زنان انداخته می‌شود. و عملاً کنترل کل جمعیت زندان را دارد. سوفیا از شکنجه و آزار وحشیانه کریستین لذت می‌برد تا اینکه کریستین صبر خود را از دست می‌دهد و در یک نزاع بدون مانع با سوفیا می‌جنگد. در همین حال، مایک مصمم است که معشوق خود را آزاد کند و تلاش می‌کند تا ارتش ایالات متحده و آلمان غربی را به او کمک کند. در ابتدا آن‌ها امتناع می‌کنند، اما در نهایت با اکراه با برنامه‌های او پیش می‌روند و به او کمک می‌کنند تا کریستین را آزاد کند. 